# اوی‌کیدیوش
اوی‌کیدیوش (به مجاری:  Újkígyós) یک منطقهٔ مسکونی در مجارستان است که در ناحیه بکش‌چابا واقع شده‌است. اوی‌کیدیوش ۵۴٫۹۲ کیلومتر مربع مساحت و ۵٬۵۳۷ نفر جمعیت دارد.